# Роберт Лефевр
Роберт Лефевр (англ. Robert LeFevre; 13 жовтня 1911 — 13 травня 1986) — американський бізнесмен-лібертаріанець, радіоведучий і головний теоретик автархізму.

## Життєпис
Роберт Лефевр народився 13 жовтня 1911 року на фермі поблизу Гудінга, Айдахо. Скоро після народження його батьки переїжджають до Міннеаполіса, Міннесота. Його батьки розлучились, коли йому було 9 років. В 12 років він почав працювати розносником газет. В 1929 році Роберт закінчив школу та почав працювати, спочатку помічником в продуктовій лавці, потім — в аптеці.
Потім Лефевр переїжджає до Ферфілду, Айова, де навчається на режисерських курсах компанії Universal Producing Company. Закінчивши навчання, він два рази поставив п'єсу «Капрал Іґан» у Восау, Вісконсин, та у Сок-Сентрі, Міннесота. Після цього він повернувся до Міннеаполісу та почав працювати комірником в компанії Linde Air Products. Згодом він стає режисером церковних драматичних постановок в місцевій церкві. В 1931 році Лефевр вступив до Гемлінського університету, в якому навчався один рік. Того ж року він одружується із своєю дівчиною Пеґґі. В 1932 році в Лефевра народжується син Роберт-молодший. В цей період Лефевр переїжджає до Де-Мойну, Айова, де починає працювати продавцем картин в компанії свого батька Occidental Portrait Company. Продаючи картини, Роберт із родиною переїжджав з міста до міста.  
Згодом Лефеври переїхали до Лос-Анджелеса, де Роберт впродовж п'яти місяців працював в театральній трупі Hart Players. Лефевр називав цей період одним із найщасливіших у його житті. Потім він починає працювати у рекламному відділі видання Times, згодом — актором в радіоп'єсах та продавцем кави. Не змігши знайти стабільне джерело доходу в Лос-Анджелесі, Лефевр повертається до Міннеаполісу, де його чекала дружина, яка повернулась до міста раніше.
В Міннеаполісі Лефевр починає працювати радіоведучим на місцевій радіостанції, а також в місцевому театрі. В той же час він починає цікавитись теософією, відвідує зустрічі в Теософському Товаристві Міннеаполіса. Його колега, який зацікавив його теософією, запропонував йому ознайомитись із роботами Олени Блаватської. В своїй автобіографії Лефевр розповів, як одного разу, коли він був у студії радіостанції, він був вражений присутністю Великого Я Єсмь, який спілкувався з ним особисто. Так Лефевр став послідовником руху «Я Єсмь», який базується на положенні про Божу присутність в людині та вчення якого ґрунтується на текстах так званих Вознесених Владик, які вважаються людьми, які жили в послідовності реінкарнацій у фізичних тілах або космічних істотах. Він був відповідальним за відкриття читальних залів «Я Єсмь» в Сент-Полі та Міннеаполісі, і зрештою приєднався до персоналу Баллардів, засновників руху, на випробувальній основі в жовтні 1939 року.
Лефевр залишався послідовником руху приблизно з 1936 по 1940 рік. У 1940 році він і Перл Діль написали 199-сторінкову книгу про свій досвід у русі «Я Єсмь» — Американська доля" (англ. "I AM"—America’s Destiny). У 1940 році суд присяжних Лос-Анджелеса звинуватив Едну Баллард, одну із засновників руху, та її сина Дональда у шахрайстві. У першому обвинувальному акті також були названі двадцять чотири інші лідери «Я Єсмь»; у додатковому обвинувальному акті Лефевр фігурував обвинуваченим. Однак, незабаром обвинувачення проти нього та кількох інших членів руху були зняті на вимогу уряду.
Під час Другої світової війни Лефевр служив в армії і був з почестями звільнений у запас у 1945 році в чині капітана. Поки Лефевр був на службі, його дружина Пеґґі розлучилась з ним. Він одружився із дівчиною на ім'я Лой. Після звільнення з армії Роберт та Лой оселились у Сан-Франциско, де Лефевр починає займатись бізнесом у сфері нерухомості. Однак бізнес був не дуже успішним, і Лефевр зіткнувся із фінансовими труднощами. Йому вдалося обміняти його активи на будівлю Falcon Lair, збудовану відомим американським актором Рудольфом Валентино. Крім того, Лефевр разом із Лой вирушив у лекційний тур по країні «у паломництві за мир у всьому світі». Їхній тур був профінансований організацією Falcon Lair Foundation, некомерційною організацією, яка зосереджувалась на релігії, філософії та урядуванні, штаб-квартирою якої була будівля Falcon Lair в Беверлі-Гіллз, Каліфорнія.
Для підготовки виступів в підтримку миру та свободи, Лефевр починає читати багато книжок про комунізм, американську історію, філософію. Він також читає книгу Роуз Вайлдер Лейн «Відкриття свободи» (англ. The Discovery of Freedom), яка надзвичайно його вразила. Так, в Лефевра формуються спочатку консервативні, а потім лібертаріанські погляди. Він починає брати активну участь в просуванні своїх ідей.
У 1950 році Лефевр невдало балотувався до Конгресу на республіканських праймериз, а потім пішов працювати в антипрофспілкову організацію Комітет найманих працівників (англ. Wage Earners Committee). Приблизно через рік кінопродюсери, Стенлі Крамер і Дор Шарі, подали до суду на Комітет за пікетування та нібито наклеп на їхні фільми як прокомуністичні. Лефевр фігурував як один із відповідачів, але справу було припинено через розпуск Комітету.
Більшу частину 1951—1953 років Лефевр працював у Флориді як на радіо, так і на телевізійних станціях. В 1954 він стає віце-президентом Національної Економічної Ради (англ. National Economic Council Inc.), директором Конгресу свободи (англ. Congress of Freedom), директором Комітету Дня США (англ. U.S. Day Committee), мета якого полягала в тому, щоб зменшити значення відзначення 23 жовтня як Дня Організації Об'єднаних Націй, і радником організації Гаррі Еверінгема We the People. Комітет Дня США потрапив у заголовки газет у 1954 році коли Лефевр жорстко критикував Посібник для дівчат-скаутів через те, що в ньому занадто багато посилань на ООН. Скаути поступились, повідомивши, що до посібника було внесено понад сорок змін — приблизно половина з яких була зумовлена критикою Лефевра.
В тому ж році Лефевр переїжджає до Колорадо-Спрінгс, Колорадо, де стає автором передових статей у лібертаріанському виданні Colorado Springs Gazette-Telegraph, одного з видань лібертаріанського спрямування, що належали видавцю Реймонду Хойлесу. В 1956 році він заснував Школу свободи в Колорадо. Школа пропонувала інтенсивну двотижневу програму лекцій з економіки (з лібертаріанського погляду) та філософії. Перший випускний клас складався лише з чотирьох студентів, але вже в 1968 році, коли школа закривалась, через цю програми пройшли сотні випускників. Серед запрошених лекторів школи були Леонард Рід, Френк Ходоров, Роуз Вайлдер Лейн, Ганс Зенгольц, Рой Чайлдз та Флойд Гарпер.
В середині 1960-х Лефевр почав втілювати план з перетворення Школи Свободи на установу, що видає ступінь по закінченню 4-річного навчання, Рампарт-Коледж (англ. Rampart College). Взимку 1963—1964 рр. Лефевр організував зимово-весняну подію, Фронтистерію (в перекладі з грецької слово «фронтістерія» означає «місце для розміркувань»), у Колорадо, щоб прокласти шлях до перетворення Школи  Свободи на Рампарт-Коледж. На Фронтистерію зібрались деякі з провідних молодих лібертаріанців країни. Одним із клієнтів Школи Свободи була компанія Роджера Міллікена, відомого бізнесмена та текстильного магната. Від замовляв уроки в Школі Свободи для менеджерів середньої ланки в своїй компанії. З 1965 по 1968 Лефевр також редагував науковий журнал Rampant Journal of Individualist Thought. Наприкінці 1960-х років Лефевр і Школа Свободи переїхали до Санта-Ани, Каліфорнія. Він змінив назву школи на Рампарт-Коледж і змінив її фокус на лекції, курси домашнього навчання та семінари, орієнтовані переважно на керівників підприємств. В рамках проекту перетворення Лефевр також найняв англійського економіста Вільяма Гарольда Хатта очолювати кафедру економіки та історика Джеймса Мартіна — кафедру історії. Однак, конфлікт між Гатом та Мартіном, а також масштабний потоп та селевий потік не дали цим планам здійснитись, і в 1968 році він змушений був закрити Рампарт-Коледж. Потім він викладав більш урізану серію лекцій під егідою Інституту Рампарт в Санта-Ані, Каліфорнія до 1975 року.
Після звільнення з Рампарт-Коледжу Лефевр продовжував проводити семінари на замовлення Роджера Міллікена. З 1974 Лефевр видавав журнал, названий його ім'ям, LeFevre Journal, який являв собою «жваве представлення точки зору однієї людини». Журнал не продавався, а надавався тим, хто присвятив своє життя ідеям людської свободи. Журнал видавався до 1978 року.
В 1980 році він зробив спробу відновити Інститут Рампарт. Лефевр продовжував читати лекції з філософії лібертаріанства до своєї смерті в 1986 році. Роберт Лефевр помер від емфіземи в мотелі у Флегстаффі, Аризона, 13 травня 1986 року, коли вони з дружиною повертались з Південної Кароліни до Санта-Ани.

## Особисте життя
Перша дружина: Пеґґі Тепп.
Друга дружина: Лой.
Діти: сини Роберт-молодший та Девід (від Пеґґі); син Том (від Лой).

## Праці Лефевра
Протягом свого життя Лефевр опублікував низку книг, інформаційних бюлетенів і брошур, присвячених політиці, урядуванню, економіці та його лібертаріанській філософії. На додаток до своїх лібертаріанських творів, наприкінці свого життя, Лефевр писав художні твори, але, очевидно, йому не вдалося їх опублікувати.

### Книги та брошури
- «Анархія» (англ. Anarchy; 1951).
- «Природа людини та її уряду» (англ. The Nature of Man and His Government; 1959).
- «Цей хліб — мій» (англ. This Bread is Mine; 1960).
- «Конституційний уряд у Радянському Союзі» (англ. Constitutional Government in the Soviet Union; 1962).
- «Обмежений уряд — надія чи ілюзія?» (англ. Limited Government – Hope or Illusion?; 1963).
- «Роль приватної власності у вільному суспільстві» (англ. Role of Private Property in a Free Society; 1963).
- «Анархія проти автархії» (англ. Anarchy v. Autoarchy; 1965).
- «Гроші» (англ. Money; 1965).
- «Філософія власності» (англ. The Philosophy of Ownership; 1966).
- «Справедливість» (англ. Justice; 1972).
- «Підніми її ніжно» (англ. Lift Her Up Tenderly; 1976).
- «Чи захищає державний захист?» (англ. Does Government Protection Protect?; 1978).
- «Хороший уряд: надія чи ілюзія?» (англ. Good Government: Hope or Illusion?; 1978).
- «Лібертаріанець» (англ. The Libertarian; 1978).
- «Основи свободи» (англ. The Fundamentals of Liberty; 1988) — видана посмертно.
- «Спосіб бути вільним: автобіографія Роберта Лефевра» у двох томах (англ. A way to be free: An autobiography of Robert LeFevre; 1999) — видана посмертно.

### Вибрані статті
- «Виклик георгістам» (англ. A Challenge to the Georgists; 1965) — в журналі Rampart Journal of Individualist Thought.
- «Професор Нельсон про уряд» (англ. Professor Nelson on Government; 1972) — в журналі Personalist.
- «Як стати вчителем?» (англ. How to become a teacher; 1983) – в журналі The Voluntaryist.

## Погляди Лефевра

### Справедливість
Лефевр визначає справедливість наступним чином: справедливість полягає в добровільному отриманні з рук іншого, хто добровільно надає, саме те, що він погодився надати. Він наводить приклад: якщо я погоджуюся продати бушель пшениці за 5 доларів, а інша сторона погоджується купити його за 5 доларів, коли я постачаю повний бушель пшениці й отримую від покупця 5 доларів, це справедливість.
Труднощі зі справедливістю, на думку Лефевра, полягають у тому, що більшість із нас хоче більшого, ніж інші погодилися надати. Або ми хочемо надати менше, ніж ми погодилися надати, що є тим самим, висловленим по-іншому. Далі Лефевр пояснює, що, якщо хтось погоджується зробити роботу за 75 доларів, але в процесі роботи усвідомлює, що вона потребуватиме більше зусиль, ніж передбачалось, і починає вимагати за цю роботу 100 доларів — це вже несправедливість.
Лефевр пояснює далі: якщо хтось бере за свої послуги більше ніж інші, але його клієнти добровільно погоджуються платити суму, яка береться за такі послуги, це — справедливість. Якщо потім клієнт відмовляється платити добровільно узгоджену суму тому, що хтось надає послуги за меншу суму, це — несправедливість. Несправедливістю, з точки зору Лефевра, є порушення добровільної домовленості, а не кількість товарів чи послуг, що фігурують в обміні.
Справжній характер справедливої дії полягає в добровільному характері участі кожної особи в цій дії. Коли людину змушують прийняти рішення третьої сторони шляхом примусового (державного) втручання, це прийняття або є недостатнім, щоб досягти справедливості, або є надмірним для досягнення справедливості.

### Право
Для Лефевра право завжди є похідною від дійсності. Дійсність — це те, що зобов'язує нас. Завдання людей — з'ясовувати дійсність. Відповідно до Лефевра, люди не створюють дійсність, а лише з'ясовують її. Він наводить приклад того, як людина дізнається, чи є щось реальним: людина щось штовхає, і це «щось» штовхає у відповідь. Так людина дізнається: це цегляна стіна. Людина на щось наштовхується, і це «щось» є реальним. Дійсність (реальність), так чи інакше, впливає на людину. І саме від дійсності походить право. Таким чином, для Лефевра право, — це природнє право.

### Природа уряду
Лефевр вказує на те, що уряд, який ухвалює та забезпечує дотримання нескінченних правил і кодексів, не поводиться якось неприродньо. Навпаки, стверджує Лефевр, така поведінка є відображенням характеру уряду. Так діє будь-яка влада. І чим довше проіснує той чи інший уряд, тим більше буде законів, які він приймає. Справа уряду — ухвалювати закони та забезпечувати їх виконання. Ці закони є результатом усіх зусиль уряду. Тому, зазначає Лефевр, не варто дивуватися, коли щороку з'являються тисячі і тисячі нових законів. Було б дивом, якби цього не сталося, стверджує Лефевр. Для Лефевра уряд — це фабрика по виготовленню законів. Він видає закони, так само, як завод виготовляє відлиті з металу предмети. Однак, якщо металоливарний завод виготовляє щось корисне, що люди купують добровільно, то уряд виготовляє примус, який є корисним, головним чином, для самого уряду, але купується заздалегідь людьми, які ніколи не можуть відмовитися від такої покупки.

### Неможливість існування «хорошого уряду»
Лефевр противився уряду через його примусовий характер. Примусовість характеру уряду випливає з того, як створюються уряди. Він називає такі способи встановлення уряду: застосування прямого примусу та насильства; пропаганда — переконання більшості людей на території урядування, що волею Божою їм наказано управляти даною територією; пропаганда меншого з двох зол — якщо ви не дозволите урядувати цьому уряду, то прийде інший (сусідній) уряд, ще гірший; пропаганда — переконання людей на території урядування, що їхні предки воліли, щоб на цій території панував саме цей уряд; пропаганда — переконання людей в тому, що краще хоч якийсь уряд, ніж ніякого; пропаганда — переконання людей в тому, що якщо в людини буде уряд, її сусіди зможуть підтримати її, навіть якщо в самої людини не має ресурсів себе підтримати. В будь-якому випадку, уряд завжди покладається на примус прямо чи опосередковано шляхом застосування політики та монополії на насильство.
Він протиставляв уряд, як примусову організацію, добровільним організаціям, які існують в суспільстві. Лефевр виділяв три основних типи добровільних організацій: сім'ю, підприємство та братство. Він стверджує, що цих організацій достатньо, щоб забезпечувати право та порядок в суспільстві. А все, що може зробити уряд, це, або констатувати існуюче природнє право (наприклад, ухвалити закон, відповідно до якого, жителі Каліфорнії, які бажають організувати зустріч, мають домовитись про місце та час зустрічі), або ухвалити закон, який суперечить природньому праву. В першому випадку має місце надмірність: не потрібно приймати законодавство, щоб змусити людей робити те, що вони збираються робити в будь-якому випадку. В другому випадку має місце порок: прийняти законодавство, яке суперечить реальності було б порочним. Так, він робить висновок, що уряд може бути або поганим (коли закріплює в законодавстві те, що і так є реальністю), або гіршим (коли ухвалює закони, що суперечать реальності).
Таким чином, підсумовує Лефевр, словосполучення «хороший уряд» — це протиріччя в термінах.

### Здатність держави захищати
Лефевр скептично ставився до здатності держави захистити людину. По-перше, він відзначає, що уряди ніколи не стверджували, що вони мають захищати людей. По-друге, він зазначає, що під терміном «захист», в контексті надання захисту урядом, як правило, розуміють наступні речі: (1) відплата; (2) покарання; (3) реституція (відновлення становища); (4) оборона; і (5) власне захист. Захист, пояснює Лефевр, означає безпеку. Однак, на його думку, жодна з вищеперерахованих речей не означає безпеку.
Він уточнює, що відплата не означає захист, а, навпаки, якщо вже доводиться мститись, це доводить, що захисту не було. Лефевр пояснює: ви або захищені, або ні; якщо ви не захищені, можливо, ви постраждали; після понесеної втрати, ви могли б вчинити акт відплати, тобто, помститись. Однак, сам факт того, що комусь, хто постраждав, доводиться мститись, означає, що ця людина не була захищена. Таким чином, Лефевр показує, що акт відплати (помста) не має нічого спільного із захистом, тобто станом безпеки. Він наводить наступні приклади: «Не розповідайте мені про радість зловити хлопця, який ґвалтує мою дочку. Я не хочу, щоб мою дочку ґвалтували. Що ти хочеш, щоб я з ним зробив, зґвалтував? Я не хочу його»; «А як щодо чоловіка, який викрадає мого сина? Я не хочу його ловити. Я хочу, щоб мого сина не викрали».
Далі Лефевр розглядає покарання. Покарання — це те, що накладається на когось якимось авторитетом (батьками, державою тощо). Саме слово «покарання» означає заподіяння комусь небажаної втрати, шкоди, болю чи чогось небажаного кимось іншим, хто має авторитетне становище, а це не є захистом, тобто станом безпеки. Розмірковуючи над покаранням, Лефевр задає питання і сам на нього відповідає: «Що ви хочете зробити, покарати когось за те, що вони зробили щось жахливе? Я стверджую, що ви справді хочете зупинити жахливі речі, перш ніж вони відбудуться. Ви не хочете зазнати болю. Ви хочете бути в безпеці.»
Реституція означає повернення того, що було відібрано. Це також не є захистом, тобто станом безпеки. Оборона, зазначає Лефевр, є ситуацією в запалі бою, коли хтось б'є вас, а ви б'єте його у відповідь, сподіваючись зменшити подальші удари. Оборона, відповідно до Лефевра, є першим кроком до акту відплати, коли захист є неадекватним. Отже, оборона не є захистом, тобто, станом безпеки.
Надалі Лефевр переходить до власне захисту і розмірковує, чи може держава забезпечити захист. Він описує існуючу систему державного захисту та викриває її неадекватність. Людина хвилюється за те, щоб не зазнати приватних втрат. Люди сплачують податки, сплачують за те, щоб уряд ловив та засуджував порушників (тих, хто завдав втрат), таким чином, надаючи уряду повноваження і можливість ловити та засуджувати порушників. Однак, приватні втрати все одно трапляються. Більше того, вони трапляються тим частіше, чим більше люди уповноважують уряд ловити та засуджувати тих, хто завдає приватних втрат, що підтверджується самою кримінальною статистикою.
Лефевр намагається пояснити, чому існуюча система не налаштована на захист людей. Нібито у відповідь на прагнення людей бути захищеними, уряд створює поліцію, якій каже: «наглядайте за цими платниками податків, і пам'ятайте — кожен з них — потенційний шахрай». Лефевр таким чином пояснює, що функція поліції полягає не в захисті людей, а в тому, щоб здійснювати нагляд над платниками податків. «Їх [поліцейських] наймають, щоб стежити за всіма нами як за потенційними злочинцями», — пише Лефевр. Отже, підсумовує Лефевр, поліція існує не для забезпечення захисту, а для нагляду, а тому вона не може забезпечити захист, оскільки створена не для цього.
Лефевр зазначає, що злочини все одно траплятимуться, а уряд все також не зможе забезпечити адекватний захист. І тому, натякає він, не має сенсу в уряді, як в захиснику. При цьому те, що уряд називає захистом (акт відплати, покарання, реституцію, оборону тощо), що насправді не є захистом, а реакцією на відсутність захисту, дорого коштує платникам податків, а тому, багато грошей можна було б зекономити якби уряд не займався реституцією, покаранням, актом відплати, обороною.